# Međurebreni prostor
Međurebreni prostor (lat. spatium intercostale) je naziv za prostor između dva rebra (lat. costa). Kod čovjek postoje 12 pari rebara, pa razlikujemo 11 međurebrenih prostora.
Međurebreni prostori sadrže različite anatomske strukture, a važni su jer omogućuju pristup prsnoj šupljini za različite medicinske zahvate.
Strukture u međurebrenom prostoru:
- međurebreni mišići (vanjski i nutarnji)
- međurebrene arterije (lat. arteriae intercostales) i međurebrene vene (lat. venae intercostales)
- međurebreni živci (lat. nervi intercostales)
- limfne žile

Međurebrene arterije, vene i živce nalaze se zajedno u neurovaskularnom snopu, u točno određenom redoslijedu (odozgo prema dolje: vena, arterija, živac), a snop se nalazi visoko u međurebrenom prostoru, što je od značaja prilikom penetracije, kod invazivnih zahvata.